# Triennale Grafiki Polskiej
Triennale Grafiki Polskiej - cykliczna impreza artystyczna organizowana od roku 1991 przez Galerię Sztuki Współczesnej BWA w Katowicach, towarzysząc Międzynarodowemu Triennale Grafiki w Krakowie. Ostatnia edycja realizowana przez Galerię BWA miała miejsce w roku 2012. Po tym nastąpiło przekazanie organizacji Akademii Sztuk Pięknych w Katowicach. Pierwszym zrealizowanym przez ASP Triennale była impreza z roku 2015. 
Triennale ma zasięg ogólnopolski i połączone jest z konkursem. Jury przyznaje pięć nagród głównych. W każdej kolejnej edycji mogą wziąć udział tylko prace powstałe w ciągu trzech lat ją poprzedzających. 
Lista edycji:
1. Triennale Grafiki Polskiej, 1991;
2. Triennale Grafiki Polskiej, 1994;
3. Triennale Grafiki Polskiej, 1997;
4. Triennale Grafiki Polskiej, 2000;
5. Triennale Grafiki Polskiej, kurator: Ewa Zawadzka, 2003;
6. Triennale Grafiki Polskiej, kurator: Adam Romaniuk 2006.
7. Triennale Grafiki Polskiej, 2009;
8. Triennale Grafiki Polskiej, 2012

Zdobywcy Grand Prix:
- 2000: Tomasz Struk;
- 2003: Marcin Surzycki;
- 2006: Grzegorz Hańderek.